# Дзензелівський котлобудівельний завод

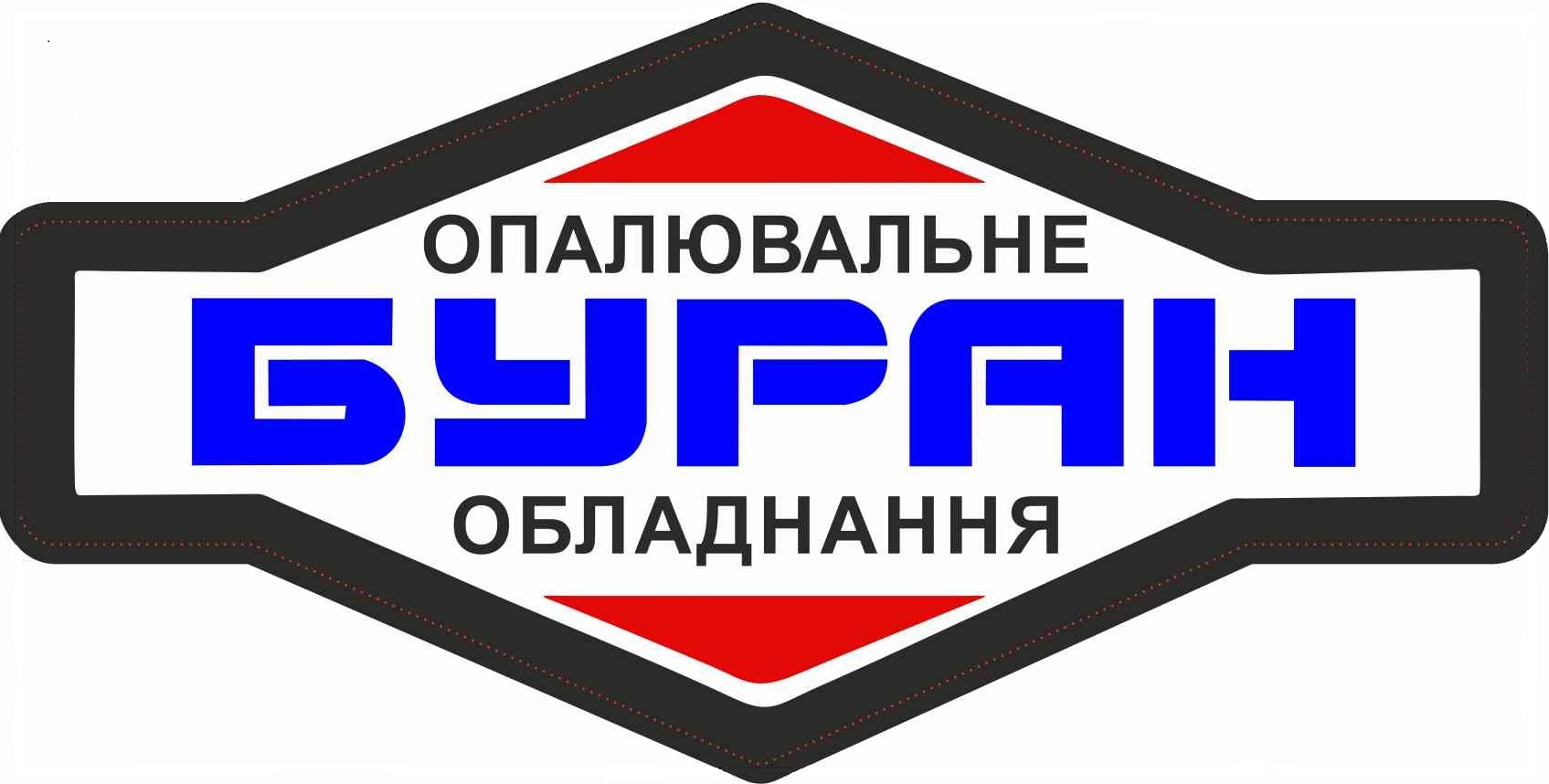
Емблема ТОВ "ДКЗ"

Дзензелівський котлобудівний завод — підприємство, яке спеціалізується на виробництві твердопаливних котлів та котлів довготривалого горіння. Розташоване на території села Дзензелівка Маньківського району Черкаської області.

## Історія
Приватне підприємство «Ханест» засновано 03 лютого 2009 року.
Під час розвитку підприємства одержано ліцензію на виробництво радіаторів та котлів центрального опалення.
З 18 листопада 2013 року підприємство здійснює ліцензовану діяльність з виробництва та постачання теплової енергії. 
З 2014 року підприємство виготовляє, згідно отриманого сертифікату відповідності та дозволу, промислові котли типу НІІСТУ-5, КТВС потужністю від 99 до 1000 кВт та  котлів тривалого горіння БУРАН потужністю від 12 до 50 кВт.
Вся  продукція  підприємства «ХАНЕСТ» сертифікована та має значні відмінності від аналогічної продукції інших виробників, що підтверджено патентами на корисну модель в Україні, Росії та Білорусі.
З метою розширення номенклатури котлів та переходу на серійне виробництво, 05 лютого 2015 року було створено ТОВ «Дзензелівський котлобудівельний завод», отримано відповідні сертифікати та дозволи на виготовлення твердопаливних котлів. Нормативно-технічна та матеріальна база виробництва  з ПП «Ханест» передана на нові виробничі потужності ТОВ «ДКЗ» з вищим рівнем якості, продуктивності та матеріально-технічного забезпечення.
Продукція  ТОВ «ДКЗ» постачається на ринки України, Білорусі, Молдови.

## Штат
ПП "Ханест" заснував приватний підприємець Зайчук Сергій Михайлович.
Дочірнє підприємство ТОВ "ДКЗ" працює під керівництвом Самборського Юрія Федоровича.
Мирвода Валерій Олександрович - головний інженер.
Волосожар Галина Павлівна - головний бухгалтер.
До складу також входять ще 2 бухгалтери, менеджер зі збуту, завідувач складу, технік із системного адміністрування, начальник цеху, монтажник устаткування котельних установок, маляр, енергетик, слюсарі, електрозварювальники.

## Фотографія

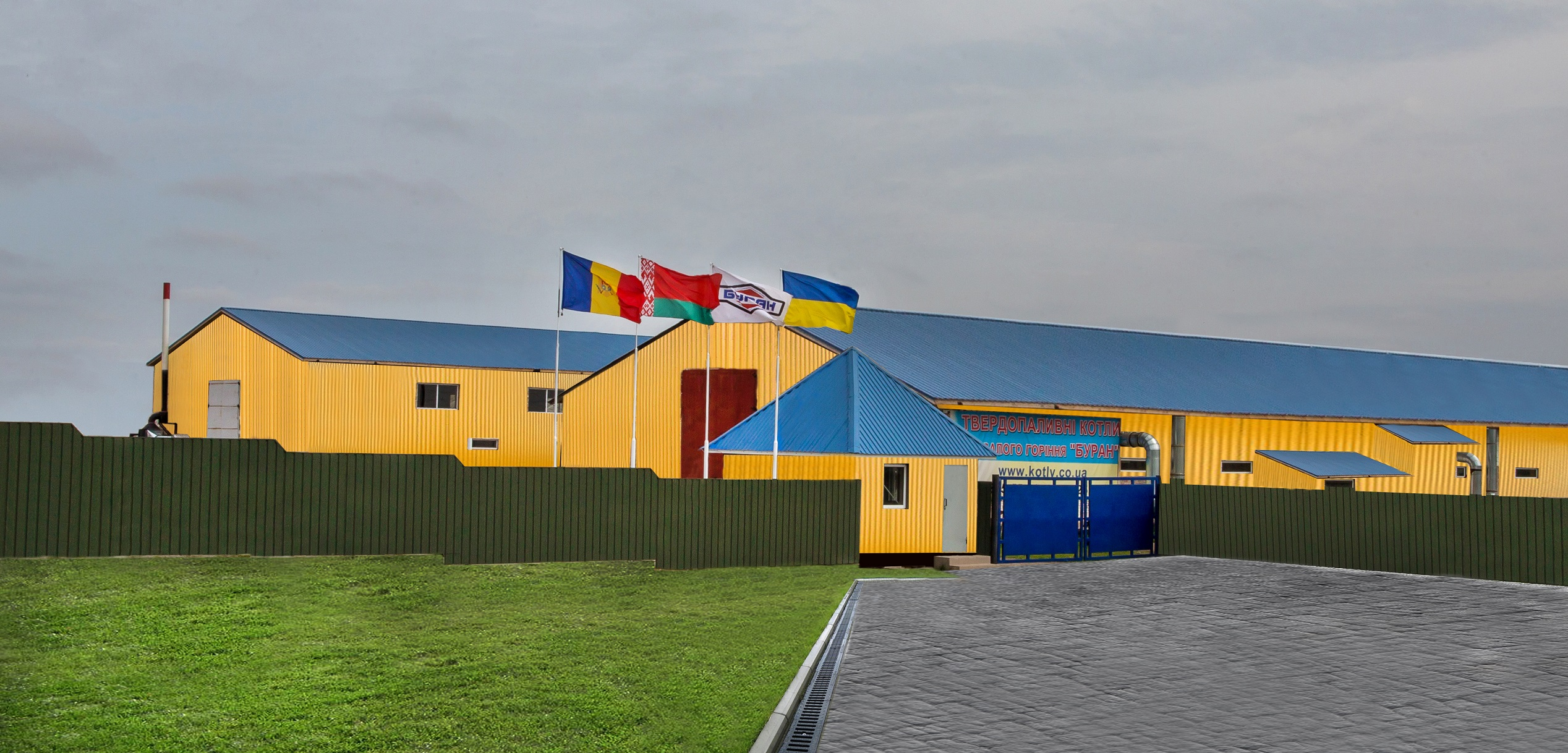
Дзензелівський котлобудівельний завод
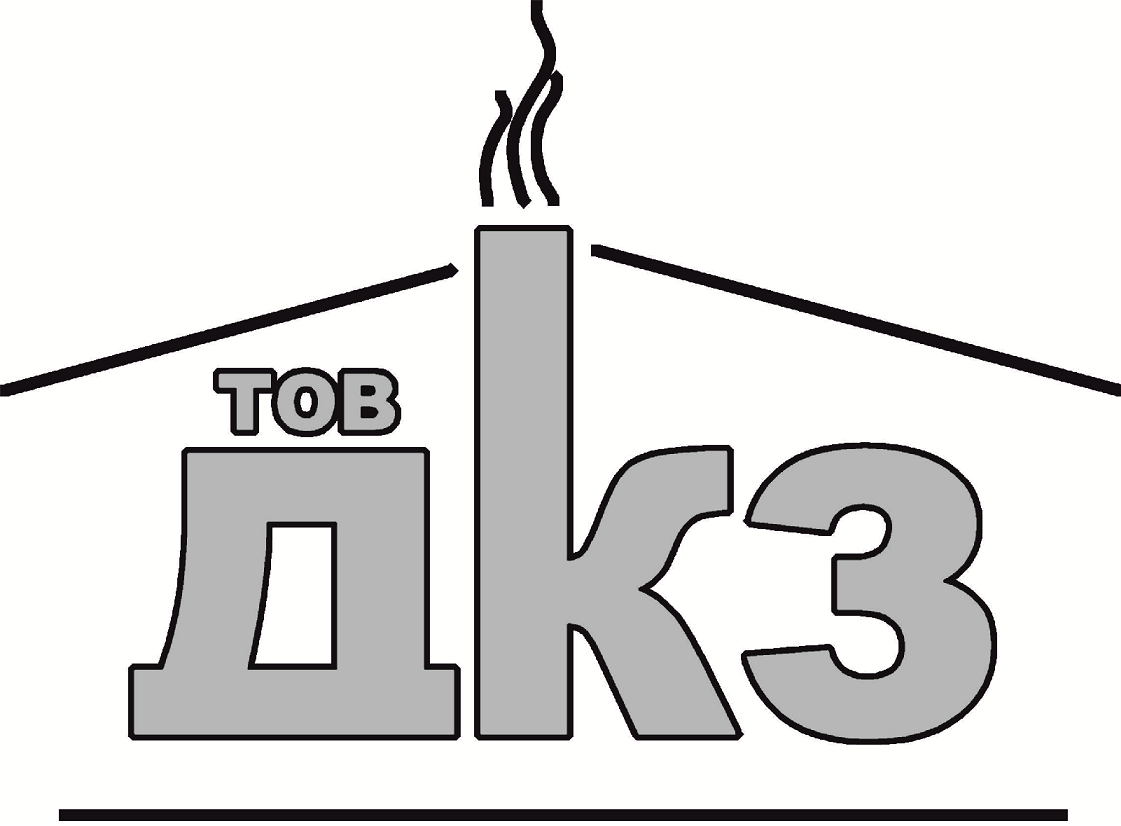
ТОВ "ДКЗ"